# Klëka (czasopismo)
Klëka (kaszub. kij, z pomocą którego sołtys na Kaszubach ogłasza informacje i zarządzenia władzy – kluka) – czasopismo kaszubskie wychodzące w Wejherowie w latach 1937–1939.

## Historia
Założycielem, głównym redaktorem i wydawcą „Klëki” był urzędnik wejherowskiego magistratu i działacz teatralny Franciszek Schroeder, były wójt gminy Wejherowo. Wspierali go jego, jak ich później nazwał, „koledzy szkolni”: nauczyciel muzyki, chórmistrz, etnograf i działacz folklorystyczny Paweł Szefka, urzędnik gazowni w Wejherowie Konrad Ponka i pracownik kolei Zygfryd Kreft. Każdy z nich wyłożył po 300 złotych, a potem dokładał jeszcze po 600. Pismo było niezależne i samodzielne od początku, ale sympatyzowało z endecją i m.in. przedrukowywało artykuły z prasy centralnej. W styczniu 1938 r., gdy prawdopodobnie skończyły się fundusze zebrane przez jej redaktorów, otrzymało jednorazową zapomogę z budżetu miasta Wejherowa w wys. 5000 zł. W lutym 1938 r. wyszedł tylko jeden numer pisma.
Pierwszy numer „Klëki” wyszedł z datą 8 grudnia 1937 r. Pismo ukazywało się zasadniczo dwa razy w miesiącu, kosztowało 20 gr i na początku liczyło 4 strony. Jego redakcja mieściła się na ul. św. Jacka 17 w Wejherowie. W 1938 r. redakcja przeniosła się na Wałową 26, a pismo zwiększyło format i zmieniło wygląd zewnętrzny oraz nazwę na „Kleka”. Stopniowo osiągnęło objętość 12 stron, pojawiły się w nim kolorowe okładki. Pod koniec 1938 r. przeprowadzono się na ul. Sobieskiego 65. W styczniu 1939 r. dwutygodnik stał się tygodnikiem i przez 3 miesiące ukazywał się jako „Kleka. Tygodnik Wielkiego Pomorza”. Wydano najpierw 4 numery, a po dłuższej przerwie, z datą 26 marca 1939 r. – ostatni, łączony numer 5–13, w zwykłej objętości i w cenie 30 gr. Zapowiadano w nim kontynuację inicjatywy, która jednak nie nastąpiła. Łącznie wydano 38 numerów w nakładzie po 1000 egzemplarzy. Drukowano je w Wejherowie, głównie w drukarni Alfonsa Patera. Upadek pisma miał przyczyny ekonomiczne. Zaważył też na nim brak doświadczenia redaktorów i trudności organizacyjne.

## Krótka charakterystyka
„Klëka” łączyła zagadnienia kulturalne ze społecznymi i politycznymi. Walczyła o ściślejsze związki Kaszub z Polską, ostrzegała przed zaborczością niemiecką i prowokacjami III Rzeszy. Gorąco zwalczała też masonów, Żydów, bolszewików oraz konkurencyjnych działaczy kaszubskich spod znaku „Zrzeszy Kaszëbskiej” (słynny artykuł F. Schroedera „Separatysce” z 1938 r.). Ale mimo tego agresywnego profilu „Klëka” bywa niekiedy uważana za organ umiarkowany.
Jako pismo niezależne, przynajmniej oficjalnie, „Klëka” musiała poświęcać wiele wysiłku na zapewnienie sobie materialnej egzystencji. Wiele miejsca w niej zajmują reklamy, zachęty do prenumerowania pisma, prośby o wpłaty, a nawet swoisty łańcuszek sponsorów. Sposobem na obniżenie kosztów było też z pewnością publikowanie przedruków prasowych, materiałów wydanych wcześniej przez tę samą drukarnię, jak np. kolędy ze zbioru P. Szefki czy zdjęcia i materiały Jana Konrada Kotłowskiego. Ostatnia okładka, z gdańskim Neptunem, jest też powtórką.
W dziedzinie kulturalnej pismo skupiło się na podkreślaniu polskości Kaszub. Traktowało język kaszubski jako gwarę języka polskiego i stosowało uproszczoną pisownię, zbliżoną do fonetycznej i opartą na polskim alfabecie z niewielkim udziałem kaszubskich znaków. Zmieniało ją też w trakcie swego istnienia. Wiele publikowało po polsku, również w poruszanej tematyce prezentowało swą polonofilię.

## Znaczenie i dorobek
Największe zasługi pisma odnoszą się do ochrony i popularyzacji folkloru kaszubskiego, głównie wiejskiego. „Klëka” publikowała teksty polskojęzyczne (m.in. A. Majkowskiego i F. Sędzickiego) i gwarowe, m.in. H. Derdowskiego, L. Heykego, ks. B. Sychty, sylwetki działaczy i twórców kaszubskich (m.in. A. Abrahama i A. Majkowskiego), materiały historyczne i etnograficzne oraz oryginalną twórczość własnych autorów, nawet w postaci oddzielnych wkładek pt. „Biblioteczka Klëki”. Do nich należeli: kolejarz i literat Jan Ryszard Rąbca, poeta, redaktor radiowy i działacz Jan Bianga, publicysta, poeta i działacz Edward Ogórek, utalentowany działacz ludowy i publicysta, a także człowiek nauki Jan Konrad Kotłowski z Luzina, student, literat i felietonista Leon Roppel, nauczyciel, reżyser teatralny i literat Klemens Derc oraz poeta i publicysta Józef Ceynowa. Stałą rubrykę nowości z kraju pt. „Wiész te co nowégue?”, a potem „Kaszebskij radeljôn pleszcze...” publikował redaktor naczelny F. Schroeder. Informacje z zagranicy, głównie z Niemiec, podawano w rubryce „W sieci...” Popularne były opowiadania L. Roppla pisane pod ps. „Piętów Tóna”. W ramach planowanej serii pt. „Biblioteka Kleki” wydano jego książkę „Na Jantôrowym Brzegu. Powiôstki kaszebskié. Dzél I” (Wejherowo 1939), zbiór opowieści częściowo drukowanych wcześniej w „Klëce” – jedyną samodzielną pozycję cyklu. Wcześniej w postaci wkładek wydano trzyczęściową opowieść J. R. Rąbcy Spór na półwyspie i jedną część opowieści H. Derdowskiego O panu Czorlinsczim... Kilka utworów ogłosił w piśmie popularny lwowski literat Jerzy Bandrowski.

## Pokłosie
Większość redaktorów i współpracowników „Klëki” przeżyła wojnę i wróciła do pracy kulturalno-społecznej na Kaszubach, a zwłaszcza w Wejherowie. K. Derc, E. Ogórek, J. R. Rąbca, J.K. Kotłowski, P. Szefka i F. Schroeder (który po wojnie zmienił nazwisko na Szreder) organizowali tu życie teatralne i muzyczne, wspierał ich w tym L. Roppel, który stał się znanym publicystą i wydawcą kaszubskim. J. Bianga i J. Ceynowa skupili się zaś na twórczości literackiej. Wielu „klëkowców” publikowało w prasie lokalnej i kaszubskiej, w tym w „Zrzeszy Kaszëbskiej”, „Biuletynie Zrzeszenia Kaszubsko-Pomorskiego” czy „Pomeranii”. Czasopismo i jego legenda trwały przez lata powojenne.
16 grudnia 2008 r. w Muzeum Piśmiennictwa i Muzyki Kaszubsko-Pomorskiej w Wejherowie odbyła się sesja naukowa poświęcona tygodnikowi „Klëka” i Leonowi Ropplowi. Z referatami wystąpili na niej Ewa Kminikowska, Józef Borzyszkowski, Jerzy Treder i Justyna Pomierska. Publikacja materiałów z tej konferencji nastąpiła na przełomie lutego i marca 2009 r. w zbiorze wydanym przez Muzeum Piśmiennictwa i Muzyki Kaszubsko-Pomorskiej w Wejherowie.